# Aleksandr Fiodorow
Aleksandr Grigorjewicz Fiodorow (ros. Александр Григорьевич Фёдоров, ur. 28 marca 1909 w Gorodiszczu w guberni wołogodzka, zm. 14 listopada 1986 w Moskwie) – radziecki polityk, przewodniczący Komitetu Wykonawczego Rady Obwodowej w Archangielsku (1942-1946), I sekretarz Komitetu Obwodowego WKP(b)/KPZR w Nowogrodzie Wielkim (1951-1953).
Od 1929 w WKP(b), 1929-1930 kierownik wydziału kulturalno-propagandowego rejonowego komitetu Komsomołu w obwodzie leningradzkim, później sekretarz odpowiedzialny i kierownik wydziału organizacyjno-instruktorskiego rejonowego komitetu Komsomołu. 1934-1936 słuchacz kursów marksizmu-leninizmu w Puszkinie w obwodzie leningradzkim, potem kursów przy Leningradzkiej Akademii Leśno-Technicznej, pracował w gospodarce leśnej w obwodzie wołogodzkim. 1939-1940 zarządca trustu leśnego w obwodzie archangielskim, 1940 kierownik wydziału Komitetu Obwodowego WKP(b) w Archangielsku, 1940-1941 II sekretarz Komitetu Miejskiego, a 1941-1942 Komitetu Obwodowego WKP(b) w Archangielsku. Od 6 października 1942 do 19 listopada 1946 przewodniczący Komitetu Wykonawczego Rady Obwodowej w Archangielsku, 1946-1949 słuchacz Wyższej Szkoły Partyjnej przy KC WKP(b), 1949-1951 szef Zarządu Weryfikacji Organów Radzieckich Rady Ministrów Rosyjskiej FSRR, w 1951 inspektor KC WKP(b). Od grudnia 1951 do grudnia 1953 I sekretarz Nowogrodzkiego Komitetu Obwodowego WKP(b)/KPZR, od 14 października 1952 do 2 marca 1954 zastępca członka KC KPZR, 1954-1957 zastępca przewodniczącego Komitetu Wykonawczego Rady Obwodowej w Arzamasie. 1957-1959 szef Wydziału VII Głównego Zarządu Archiwów ZSRR, później dyrektor Centralnego Archiwum Państwowego Rewolucji Październikowej i Centralnego Państwowego Archiwum Gospodarki Narodowej ZSRR, od 1977 na emeryturze. Deputowany do Rady Najwyższej ZSRR 2 kadencji. Odznaczony m.in. Orderem Czerwonego Sztandaru Pracy i Orderem „Znak Honoru”. Pochowany w kolumbarium na Cmentarzu Wagańkowskim w Moskwie.